# Laodicé III
Pour les articles homonymes, voir Laodice.
Titre
Reine Séleucide
221 av. J.-C. – 192 av. J.-C.
Laodicé III (en grec moderne : Λαοδίκη γʹ), morte vers 176 av. J.-C., est une reine hellénistique (reine séleucide) appartenant à la dynastie des Mithridatides.
Épouse d'Antiochos III, plusieurs cités l'ont honorée durant sa régence de l'Anatolie. En 193 av. J.-C., Antiochos III lui dédie un culte spécifique avant de la répudier à la suite de son second mariage. Elle est toutefois considérée comme étant la reine ayant joué le plus grand rôle politique parmi l'histoire des Séleucides.

## Biographie

### Épouse d'AntiochosIII
Fille de Mithridate II, roi du Pont, Laodicé épouse Antiochos III vers 221 av. J.-C. lors d'une cérémonie à Séleucie de l'Euphrate. Elle devient reine à Antioche. Le fait que ses parents l'aient appelé Laodicé dans la tradition des reines séleucides suggère qu’elle est prédestinée à tenir ce rôle. Durant l’expédition de son époux dans les satrapies orientales entre 212 et 206 av. J.-C., elle régente l'Anatolie au nom d'Antiochos le Jeune, âgé de 9 ans au départ de son père. Elle montre son évergétisme envers les cités grecques. Un sceau la représente aux côtés de son fils Antiochos (à différencier d'Antiochos IV) pendant la régence. Selon quelques historiens, le culte royal rendu à Laodicé est un geste de remerciement, très tardif, du roi à l’égard de son épouse.
Elle est souvent appelée « sœur-reine », bien que son époux n’ait été que son cousin maternel. Ce titre est utilisé pour l'honorer en la présentant comme loyale et égale à son mari. Laodicé a eu neuf enfants avec Antiochos : Antiochos le Jeune (l'aîné qui meurt en 193 av. J.-C.), Séleucos IV, Antiochos IV, Ardys (el), une fille au nom inconnu mariée à Démétrios Ier de Bactriane, Laodicé IV, Cléopâtre Ire Syra, future reine d’Égypte, Antiochis III et Mithridate (ca). Elle a plusieurs fois suivi son mari avec ses enfants, par exemple à Sardes.
En 192 av. J.-C., durant la campagne en Grèce, Antiochos prend une nouvelle épouse, Euboia, fille de Cléoptolème de Chalcis. Bien que sa nouvelle et jeune épouse n’ait pas le même pouvoir politique que Laodicé, cette dernière est poussée à la périphérie de la cour.

### Laodicée après la mort d’Antiochos
Après la mort d'Antiochos III en 187 av. J.-C., ses enfants la réintroduisent à la cour et la lient à la déesse Aphrodite Niképhoros pour réaffirmer sa position de reine sacrée. Elle apparaît une dernière fois dans une inscription liée à la cour de Séleucos IV vers 177.

## Son évergétisme envers les cités
Laodicé a utilisé ses pouvoirs en agissant comme bienfaitrice, ou évergète, dans plusieurs cités d'Anatolie. Son activité politique est exceptionnelle et elle s'est vu accorder de nombreux honneurs. Ses donations ont souvent ciblé des problèmes démographiques et la pauvreté, en encourageant le mariage. Des traces de ses donations peuvent être trouvées dans des inscriptions épigraphiques.

### Sardes
Après la conquête de Sardes en 214 av. J.-C., Antiochos impose des mesures punitives, à cause de leur opposition. Il impose par exemple une taxe de 5% et confisque le gymnase. En mars 213 av. J.-C., ces mesures sont réduites pour permettre la reconstruction de la ville, avec une exemption de taxe pendant 3 ans, une donation de bois et la restauration du gymnase. Dans le même temps, un autel est dédié à Laodicé, tandis qu'une fête est organisée annuellement en l'honneur de la famille royale. Quelques historiens ont suggéré que les honneurs rendus à Laodicé laissent à penser qu’elle a joué un rôle clé dans les bénéfices donnés à Sardes.

### Téos
Une inscription à Téos de 203 av. J.-C. remercie Laodicé pour ses services rendus à la cité, à côté de son époux. La cité a érigé des statues du roi et de la reine dans le temple de Dionysos. Une fête annuelle est aussi décrétée, l'Antiocheia Kai Laodikeia, avec un banquet dédié au couple. Une agora est construite dans le port, avec une fontaine consacrée à Laodicé. L’eau de cette fontaine est utilisée pour les sacrifices, dans les rituels des funérailles, et comme eau de bain pour les filles avant de se marier. Pour prendre de l’eau, il faut s’habiller en blanc et mettre une couronne. Ces pratiques sont une tradition pour l'entrée des sanctuaires hellénistiques. L'inscription spécifie que les honneurs sont rendus pour « le reste du temps » ; mais ils ont été arrêtés en 189 après la défaite contre les Romains. La similarité entre les honneurs accordés à la reine par Téos et ceux accordés à Iasos suggère que les services que Laodicé a rendus à la ville sont similaires. À noter que par la suite, les Téiens ont émis un décret pour la reine attalide Apollonis de Cyzique dans des termes quasi identiques à celui de Laodicé, montrant une forme de sujétion des cités aux royaumes.

### Iasos
En 196 av. J.-C., Laodicé donne à Iasos 1 000 médimnes de blé, en demandant que les bénéfices soient utilisés pour donner à chaque fille une dot de 300 drachmes. Ces donations permettent de combattre les problèmes causés par la pauvreté de la cité, sa dépopulation, sa perte des lois et des libertés traditionnelles, et un tremblement de terre. Laodicé utilise ses propres biens pour financer ce projet, mais elle a pour intermédiaire un administrateur royal, Strouthiôn, ce qui laisse imaginer qu’elle agit de la part de l'administration royale. Pour la remercier, la ville assimile Laodicé à Aphrodite, et crée une fête annuelle dans le mois d’Aphrodisie pour la célébrer. Pour fêter Laodicé est organisée une procession des jeunes prêts à se marier, et une vierge (une parthénon) est élue parmi les grandes familles pour être désignée prêtresse de Laodicé. Dans les inscriptions, Iasos promet de continuer ses honneurs pour 10 ans, mais ils se terminent là aussi après la défaite d'Antiochos III.

## Les cultes à l'égard de Laodicée

### Le culte royal
En 193 av. J.-C. (après 19 ans de mariage), Antiochos III fait promulguer par décret dans tout le royaume un culte à l'égard de son épouse. Ce culte lui est attribué à vie en récompense de l’affection qu'elle aurait montrée envers le roi. Ce culte est attesté par trois inscriptions. La traduction de l'acte royal instituant le culte est la suivante :

« Le roi Antiochos à Anaximbrotos, salut. Nous voulons accroître autant que possible les honneurs rendus à notre sœur la reine Laodicé et nous estimons que cela nous est très nécessaire, non seulement parce qu’elle vit à nos côtés avec tendresse et sollicitude, mais encore parce qu’elle est pieuse envers la divinité et aussi parce que nous accomplissons avec affection tout ce qu’il est convenable et juste qu’elle obtienne de nous. Nous décidons en particulier que, de même que des grands-prêtres de notre culte sont nommés dans le royaume, seront instituées dans les mêmes lieux des grandes-prêtresses attachées au culte [de Laodice] ; elles porteront des couronnes d’or à son effigie et leur nom sera inscrit dans les contrats à la suite des grands-prêtres de nos ancêtres et des nôtres »

— Stèle d'« Ériza » (trouvée à Dodurga en Anatolie), 193 av. J.-C.
Antiochos a déjà créé un culte pour lui-même en 209. Le culte demande un sacrifice et une fête annuelle pour Laodicé. Une prêtresse du culte de Laodicé est nommée dans chaque satrapie. À Laodicée de Médie, Laodicé IV, fille d'Antiochos III et de Laodicé, et épouse d’Antiochos IV, est nommée prêtresse du culte. Dans les autres endroits, des filles de la haute aristocratie sont nommées prêtresses ; par exemple, en Carie, Bérénice, fille de Ptolémée de Telmessos, est aussi prêtresse. La nomination des filles de l'élite permet d'unifier le royaume pendant un moment de fragilité.
Après son mariage avec Euboia de Chalcis, Antiochos n’a plus encouragé le culte officiel de Laodicé ; celui-ci s'est donc arrêté dans le royaume séleucide.

### Culte d'AphroditeNiképhoros
Quelques historiens ont lié la perpétuation du culte d'Aphrodite Niképhoros au culte de Laodicé. Des monnaies en bronze portant l'effigie de Niképhoros avec une étoile, datées d'après 176 av. J.-C., ont en effet été trouvées. L'étoile signifie la mort et le genre d'Aphrodite est lié aux reines, ce qui permet de penser qu'il s'agit d'une référence à Laodicé qui serait morte. La promotion d'un culte de Laodicé aurait aidé Séleucos IV à légitimer son pouvoir en mettant l’emphase sur Laodicé, considérée comme la véritable régente du royaume pendant le règne d'Antiochos III.

## Famille

### Mariage et enfants
De son union avec son cousin maternel Antiochos III, elle eut :
- Antiochis III ;
- Antiochos le Jeune ;
- Antiochos IV ;
- Ardys (el) ;
- Cléopâtre Ire ;
- Laodicé IV ;
- Mithridate (ca) ;
- Séleucos IV ;
- une fille au nom inconnu.